# 桑迪·莫里斯
桑迪·莫里斯（Sandi Morris，1992年7月8日—）是一名美国女子撑杆跳高运动员。她的最佳成绩是5.00米，是2016年9月9日在布魯塞爾创造的。以4.85米的成绩赢得2016年里约奥运会女子撑杆跳高银牌。